# Edgar Henry Schein
Edgar Henry Schein (Zurique, 5 de março de 1928 - 26 de janeiro de 2023) emigrou para os Estados Unidos em 1939, foi educado na Universidade de Chicago. Em 1949, ele obteve o mestrado em psicologia pela Universidade de Stanford e, em 1952, recebeu seu Ph.D. em psicologia social pela Universidade de Harvard.
Deixou uma marca notável no campo do desenvolvimento organizacional em muitas áreas, incluindo desenvolvimento de carreira, consultoria de processo de grupo e cultura organizacional.

## Destaque
Edgar H. Schein. Considerado uma autoridade no tema da psicologia organizacional, o pai do Desenvolvimento Organizacional, e criador dos conceitos de cultura corporativa, psicológica e âncora de carreira. Premiado em diversas ocasiões pelo impacto profundo e duradouro de seu trabalho consultivo em processos de mudança, melhoria, desenvolvimento, cultura organizacional, consultoria de processos e dinâmica de carreira. Também conhecido pelo livro “Cultura Empresarial e Liderança”.

## Cronologia
Edgar H. Schein nasceu em Zurique, Suíça, em 5 de março de 1928. Emigrou para os Estados Unidos em 1939, foi educado na Universidade de Chicago. Em 1949, obteve o mestrado em psicologia pela Universidade de Stanford e em 1952, recebeu seu Ph.D. em psicologia social pela Universidade de Harvard.
Servia no Exército Walter Reed dos EUA, como capitão de 1952 a 1956 lá se tornou chefe da Seção de Psicologia Social do Instituto de Pesquisa. Em 1956 ingressou na MIT Sloan School of Management e em 1964 foi nomeado professor de psicologia organizacional e de gestão. De 1968 a 1971 o Dr. Schein foi professor universitário de planejamento no MIT. Em 1972 tornou-se presidente do MIT Sloan School Organization Study Group, cargo que ocupou até 1982.

Ele é professor emérito e conferencista sênior na Sloan School of Management do Massachusetts Institute, MIT. Schein já trabalhou como pesquisador, professor, escritor e consultor. Teve a grande honra de trabalhar com Douglas Mc Gregor (autor da Teoria X E Y) e com os Gurus da Liderança Warren Bennis e Chris Argryris de quem recebeu forte influência para o trabalho de familiarização com os processos de transição e mudança organizacional.
Como consultor, traduziu suas vivências que se destacam pela qualidade, clareza, simplicidade e praticidade.

## Modelo Complexo Schein
O Interesse de Schein é introduzir melhorias em nível individual, de grupo e organizacional, e tem demonstrado fortes competências e habilidades para trabalhar por meio dessas diferentes unidades de análise. Como outros autores ilustres, ele leva em consideração principalmente as premissas que a liderança e a gestão empresarial têm em relação às pessoas que gerenciam.
As suposições e hipóteses básicas por meio da análise histórica sugerem que as organizações confiaram em uma destas três opções:
O "modelo racional - económico" que se baseia no pressuposto de que as pessoas são motivadas principalmente por um interesse econômico que é um recurso gerido pelas empresas para obter a conformidade organizacional dos diferentes membros. Essa abordagem é particularmente útil ao operar sob o modelo de gestão científica de Frederick Taylor. Os sindicatos não tinham o poder que têm hoje, e as pessoas passam a priorizar a qualidade de vida até às vezes em relação ao que ganham e levam para casa. Em decorrência da maior complexidade das tarefas, o desempenho e as turbulências do mercado externo que dificultam a divisão das tarefas em várias subtarefas, essa opção perde sua validade no mundo de hoje, principalmente nos países com a maior renda per capita do mundo.

O “Modelo Social” que surge das limitações do “Modelo Racional-económico” e das diferentes evidências que têm mostrado a importância de outras variáveis para além dos componentes físicos no trabalho. Aprende-se que os padrões de produção não vêm mais da cúpula da empresa, nem de um líder, nem do gerente ou supervisor; em vez disso, as normas de produtividade são estabelecidas pelos mesmos grupos de trabalho como foi mostrado no experimento Elton Mayo (artigo de pesquisa em Hawthorne) e também em trabalhos posteriores de Rensis Likert e Mc Gregor.
O “Modelo de Autorrealização” que encontra o seu suporte no facto de as atividades desenvolvidas na empresa serem cada vez menos abrangentes e aprofundadas à medida que as tarefas se dividem em subtarefas e os processos em subprocessos. A organização em seu esforço para maximizar os lucros "rotiniza tudo o que é possível rotinizar" (Eric Gaynor Butterfield: Congresso de Desenvolvimento Organizacional na Argentina, 1997).
As pessoas precisam encontrar significado no que fazem, buscando a autorrealização, a fim de atingir seu potencial mais elevado. Encontramos neste modelo de auto-realização especialistas de primeira linha em mudança e desenvolvimento organizacional, como Douglas Mc Gregory com sua Teoria “Y”, Frederick Herzberg com seu “enriquecimento de trabalho” e também o Modelo II de Chris Argyris (aprendizagem organizacional). 

Para Edgar Schein, esses três modelos não são suficientes para explicar as razões pelas quais as pessoas estão ou não suficientemente motivadas. Pode ser que o modelo econômico racional seja útil em um determinado momento da empresa quando não pode ser sobrecarregado com custos fixos e que o modelo social seja aplicável quando é necessário trabalhar em equipe onde diferentes unidades departamentais devem colaborar e trabalhar em coordenação para lançar um novo produto ou serviço. É provável que o modelo de autorrealização tenha que ser levado em consideração para aquelas pessoas que já satisfizeram todas as suas necessidades econômicas e desejam transferir experiências e benefícios para outras gerações (como no caso do homem generativo). Levando em consideração todas essas relações complexas, em situações complexas, em organizações complexas e em contextos complexos, entre outros, Edgar Schein sugere um novo modelo que chama de “Modelo Complexo”.

## Conceitos
Nesse modelo Schein cunhou os termos: " contrato psicológico ", " âncora de carreira”, "cultura organizacional" e divulgou a importância da boa liderança na gestão da mudança, destacando a necessidade de fazer o diagnóstico certo, atributo essencial para boa gestão.

## Publicações
Edgar Schein é um grande teórico do desenvolvimento organizacional e possui uma vasta bibliografia:
- Persuasão coerciva: uma análise sociopsicológica da "lavagem cerebral" de prisioneiros civis americanos pelos comunistas chineses
- Educação Profissional: Algumas novas direções (1972)
- Dinâmica da Carreira (1978)
- Psicologia Organizacional, publicado pela primeira vez em 1965, segunda edição 1970, terceira edição 1980
- A Perspectiva Clínica no Trabalho de Campo (1987)
- A Arte de Gerenciar Recursos Humanos (Editor, 1987)
- Pragmatismo Estratégico: A cultura do Conselho de Desenvolvimento Econômico de Cingapura (1996)
- Consulta de Processo Revisitado (1999)
- DEC Is Dead, Long Live DEC: The Lasting Legacy of Digital Equipment Corporation (com Peter S. DeLisi, Paul J. Kampas, e Michael M. Sonduck, 2004), Berrett-Koehler Publishers;
- Procesavisering (2005)
- A Guia de Sobrevivência da Cultura Corporativa, 2ª Edição (2009)
- Cultura e Liderança Organizacional, 4ª Edição (2010)
- Ajudando: Como Oferecer, Dar e Receber Ajuda (2011), Editores Berrett-Koehler;
- Humilde inquérito: a delicada arte de perguntar em vez de dizer (2013), Berrett-Koehler Publishers; .
- Âncoras de Carreira, 4ª Edição com J. VanMaanen (2013)
- Psicologia Organizacional Então e Agora: Algumas Observações. Revisão Anual da Psicologia Organizacional e Comportamento Organizacional, Vol. 2. (2015)
- Desenvolvimento da Organização Dialógica: A Teoria e a Prática da Mudança Transformadora (editado por Gervase R. Bushe & Robert J. Marshak, prefácio Edgar Schein, 2015), Berrett-Koehler Publishers;
- Consultoria Humilde: como fornecer ajuda real mais rápido (2016)
- Liderança humilde: o poder dos relacionamentos, abertura e confiança (com Peter A. Schein, 2018)

## Reconhecimentos
O Dr. Schein recebeu inúmeras homenagens e prêmios por sua escrita. Ele foi homenageado em 1978, quando foi nomeado Professor da Sloan Fellows of Management, cargo que ocupou até 1990. Mais recentemente com o Lifetime Achievement Award em Workplace Learning, Performance da American Society of Training Directors e o Everett Hughes Cherington Career Scholarship Award da Divisão de Carreiras da Academy of Management, esta última em 2000, bem como o Prêmio Marion Gislason de Liderança em Desenvolvimento de Gestão da UB School da Diretoria Executiva de Mesa Redonda de Desenvolvimento Em 2002.  